# TV는 내 친구
TV는 내 친구는 2000년 5월 6일부터 2003년 6월 21일까지 방송되었던 TV비평 옴부즈맨 프로그램이었다.

## 기획 의도
KBS 프로그램에 관한 다양한 시청자 의견을 전달했던 TV비평 옴부즈맨 프로그램이었다.

## 방송시간
특집편성일 경우 이전 요일 및 다음 요일로 변경하거나 해당 방송시간이 앞당기며, 늦춰 방송시간이 변경되었다.

## 진행자
- 김태규(22기) 아나운서실 실장[1], 황현정 前 아나운서[2]
- 현대원 교수, 공정민 前 아나운서[3]

## 편성 변경
2003년
- 2월 1일 : 2003년 설특집 방송 관계로 전국노래자랑 〈설날 특집 설날 노래자랑〉의 낮 12시 10분 ~ 1시 10분까지 방송되기 전에 오전 11시 ~ 낮 12시에 방송 시간이 변경되었다.
- 3월 1일 : 오전 10시 제84주년 31절 기념식의 10시 ~ 10시 50분까지 방송되어 이후 오전 11시 50분 ~ 낮 12시에 KBS 뉴스가 방영 직후 낮 12시 ~ 1시에 10분 앞당겨 방송 시간이 변경되었다.
- 4월 19일 : 오전 10시 ~ 10시 35분에 제43주년 419혁명 기념식 편성 관계로 이후 낮 12시 5분에 KBS 뉴스 방송 직후 낮 12시 15분 ~ 1시 15분에 5분 늦춰 방송되었다.

## 타이틀 변천사
| 기수 | 타이틀                 | 방송 기간                          |
| ---- | ---------------------- | ---------------------------------- |
| 1기  | 시청자 의견을 듣습니다 | 1993년 10월 24일 ~ 2000년 4월 30일 |
| 2기  | TV는 내 친구           | 2000년 5월 6일 ~ 2003년 6월 21일   |
| 3기  | TV비평 시청자데스크    | 2003년 6월 28일 ~ 현재             |